# العين العزيزية (جدة)
العين العزيزية أحد أهم مصادر المياه في جدة افتتحت بتبرع خيري خاص من الملك عبدالعزيز آل سعود.

## المياه قبل نشأة العين
امتازت مدينة جدة قبل نشأة العين العزيزية بصغر حجمها وانحصارها في نطاق سورها القديم الذي أقامه السلطان قنصوه الغوري عام 915هـ، واهتم السلطان قنصوه أثناء حكمه للحجاز بمعالجة مشكلات المياه في جدة عن طريق جلب عين جارية لها، وبعد انقضاء عهد السلطان الغوري، وحكم السلطان سليم الأول العثماني للحجاز عام 923هـ استمرت العين بالجريان إلى القرن الحادي عشر الهجري وتعرضت للانقطاع وتم اصلاحها ثم انقطعت مرة أخرى في القرن الثالث عشر الهجري.
وأمام انقطاع العين الاخير أسرع أحد تجار مدينة جدة وقام بجمع التبرعات من التجار والأغنياء بها من أجل اصلاح العين وعودة مياهها التي تعرضت للضغف مرة أخرى عام 1302هـ؛ لذا قامت حكومة السلطان عبد الحميد الثاني عن طريق واليها التركي على جدة بإيصال العين الوزيرية التي سمين بالعين الحميدية نسبة إلى السلطان عبد الحميد الثاني ولكن الاسم الأول غلب عليها.
وكانت بداية العين الوزيرية نهاية لعين السلطان الغوري، وتخلل مياه العين الوزيرية شيء من الملوحة؛ نظرًا لقربها من مدينة جدة، كما أن نسبة الملوحة تقل عندما تهطل الأمطار بكثرة وتزيد عند قلة الأمطار. وانقطعت مياه العين الوزيرية عام 1327هـ.
عملت الدولة العثمانية على جلب مكائن تقطير الماء إلى جدة، وتعمل هذه المكائن على تقطير الماء العذب من الماء المالح؛ كون جدة مورد الحجاج ومقر قناصل الدول الأجنبية، وبالفعل جلبت الآلة عام 1325هـ، وكانت هذه الآلة تعرف باسم (الكنداسة).
كانت المياه التي تنتجها الكنداسة لا تسد حاجة سكان جدة والوافدين إليها، وكانت تتعرض للعطل بين فترة وأخرى، ويعود ثقل مياه الشرب إلى العين الوزيرية والصهاريج مرة أخرى. 
وتوقفت الكنداسة عن العمل بشكل نهائي سنة 1346هـ، بسبب ظروف الحرب السعودية الهاشمية 1343-1344هـ التي تسببت في انقطاع الفحم الحجري عن جدة فاضطر الأهالي إلى استخدام الحطب في تشغيل الكنداسة مما عجل بخرابها النهائي، وأمام ذلك قامت الحكومة السعودية في السنة نفسها 1346هـ باستيراد آلتين كبيرتين لتقطير المياه للسكان والحجاج وتزايد ضغط الإنتاج عليهما مما تسبب في خراب إحدى الآلتين، فقل إنتاج المياه، وعادت فكرة جمع التبرعات إلى بعض أعيان مدينة جدة ووجهائها لجلب عين مياه جديده. ولكن الملك عبد العزيز آل سعود أمر بإعادة التبرعات إلى أهلها، وأمر بحل أزمة مياه جدة بإجراء مياه عيون وادي فاطمة إليها على أن تكون كافة التكاليف المالية كمن جيبه الخاص، وبذلك تم تأسيس العين العزيزية ونشأت إدارتها.

## نشأة العين
كانت نشأة العين العزيزية عبارة عن حل لأزمة المياه التي عانت منها مدينة جدة في عهد الملك عبد العزيز، ونشأت الأزمة بسبب نضوب مياه العين الوزيرية وخراب آلة الكنداسة وتوقفها عن إنتاج المياه. كما أن سكان جدة اعتمدوا على مياه الأمطار المتذبذبة والمجتمعة في الصهاريج.
وأمام هذه الأزمة أمر الملك عبد العزيز بشراء ما يكفي من مياه الشرب من عيون وادي فاطمة، كما أمر أن يسحب الماء منها إلى داخل مدينة جدة لسقيا السكان والزوار والحجاج وكل ذلك على حساب الملك خاص.
جعل الملك عبد العزيز من العين العزيزية صدقة جارية، وعين نائبه العام في ذلك الوقت الملك فيصل ناظرًا للوقف، فأشرف على تطويرها واستمراريتها.
قام على رئاسة العين العزيزية الشيخ عثمان باعثمان حتى وفاته عام 1387هـ، وخلفه السيد حسين محمد الصافي رئيسًا بالنيابة على العين العزيزية.

## أهدافها
- تسييل وجلب المياه إلى مدينة جدة لسقيا كل منزل ومرفق فيها وكل ذلك على حساب الملك الخاص.
- المساهمة في خدمة حجاج بيت الله الحرام عبر توفير السكن المناسب لهم مقابل أجرة مادية[3]

وقد قامت العين بتشييد وتنظيم مباني مدن الحجاج الثلاث وهي:
- مدينة حجاج البحر.
- مدينة حجاج المطار القديم.
- مدينة الحجاج الأفريقيين.[4]

## موارد العين المالية
- الأراضي / «الواقعة من بداية الكيلو السادس طريق» جدة / مكة المكرمة«حتى منابع العيون في وادي فاطمة... لتكون إيرادات بيعها مورداً دائماً لنشاط الوقف، ومشاريعه بحسب تجدد الحاجة وتتابعها على مر الزمن»
- رسوم المياه/ تم أخذ رسوم رمزية جدًا على ما يستهلكه المواطنون من المياه للمساهمة في تكاليف احتياجات العين المادية والعاملين عليها، وقد خفضت الرسوم في عهد الملك فيصل حتى بلغت نصف ريال عربي سعودي.
- المشاريع الاستثمارية/ وأهمها بناء العمائر السكنية[5]

## المشاريع المائية
- مشروع مياه وادي فاطمة
- مشروع مياه وادي خليص[6]

## المشاريع الخيرية
- بناء المساجد
- رعاية المسنين
- أعمال البر والصدقات
- تحديث مدن حجاج البحر[7]

## وصلات خارجية
- وقف عين العزيزية